# Dyscia leucogrammaria
Dyscia leucogrammaria là một loài bướm đêm trong họ Geometridae.